# Delfini (romanzo)
Delfini è il diciannovesimo romanzo della scrittrice giapponese Banana Yoshimoto ed è stato pubblicato per la prima volta nel 2006.

## Trama
La storia parla di una ragazza, Kimiko, una giovane scrittrice di romanzi rosa. Kimiko conosce  e comincia a frequentare Goro, ma questi ha già da tempo una relazione aperta con Yukiko, una lontana parente molto più grande di lui.
Una sera Goro e Kimiko visitano l'acquario di Tokyo Goro e restano affascinati dalla grande vasca dei delfini. Dopo essere tornati a casa i due fanno l'amore; lei però sente che tra di loro non può esserci un futuro quindi decide di allontanarsi e abbandonare Tokyo. 
Kimiko trova come rifugio un tempio vicino al mare dove resta come ospite e collaboratrice. Lì conosce Mami, una giovane ragazza con doti sovrannaturali, che le dà una bella notizia: Kimiko è incinta.  Kimiko riesce ad avvisare Goro, il quale si offre soltanto riconoscere la bambina, ma non è intenzionato a sposare Kimiko né a rovinare il rapporto tra lui e Yukiko. In attesa della nascita della piccola Akake, la lunga gravidanza di Kimiko è velata da un sogno costante: dei delfini che nuotato in acqua. Chissa se è per ricordare la sera con Goro o per far capire a Kimiko che la cosa più giusta è tornare da Goro...

## Edizioni
- Banana Yoshimoto, Delfini, traduzione di Alessandro Giovanni Gerevini, prima ed., collana I Canguri, Feltrinelli, 2010,  pp. 175, ISBN 978-88-07-70207-5.